# Czapla siodłata

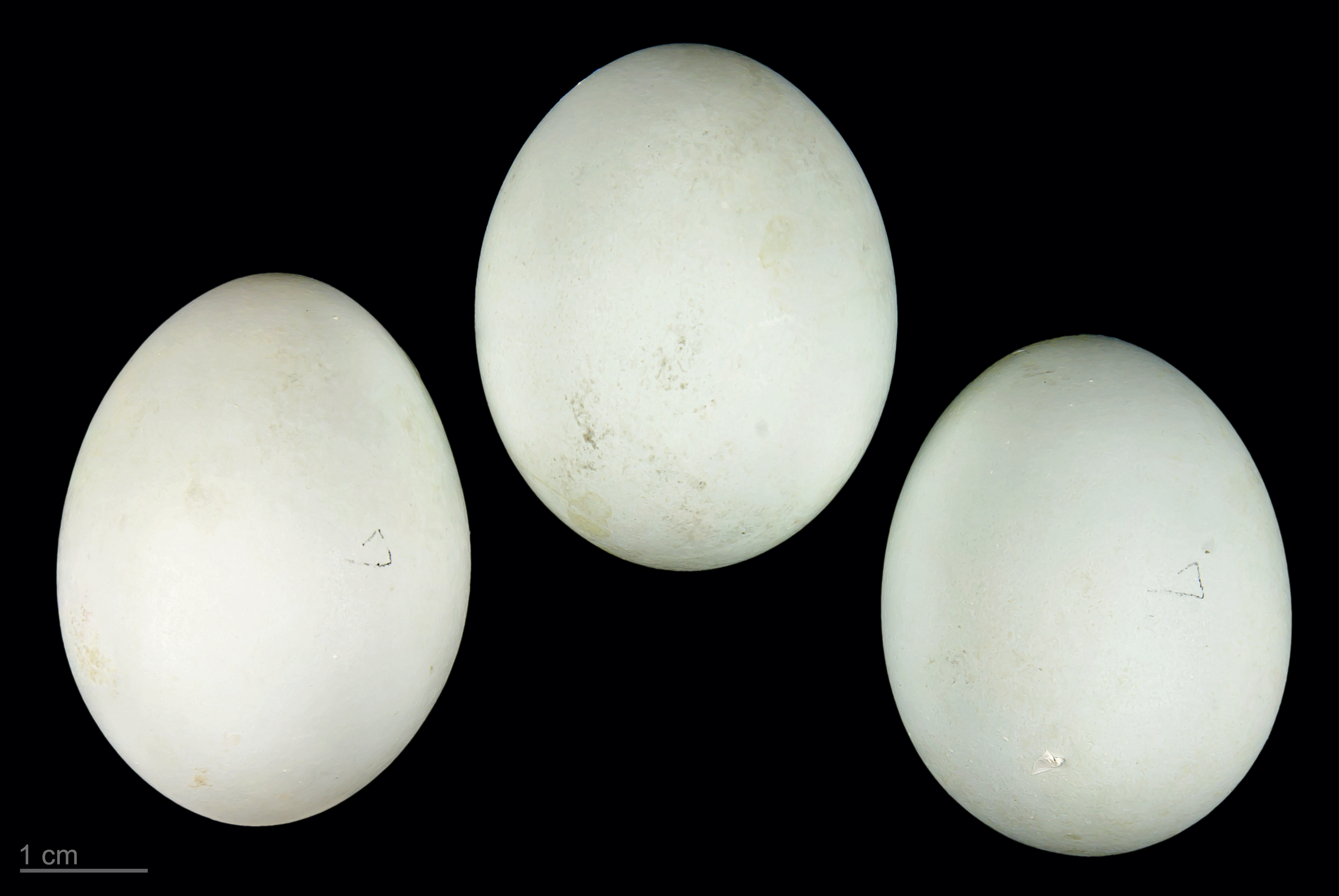
Jaja z kolekcji muzealnej

Czapla siodłata (Ardeola grayii) – gatunek średniej wielkości ptaka z rodziny czaplowatych (Ardeidae), zamieszkujący południową Azję. Nie jest zagrożony.
SystematykaGatunek ten opisał w 1832 roku William Henry Sykes, nadając mu nazwę Ardea Grayii. Jako miejsce typowe autor wskazał Dukhun (Dekan). Obecnie gatunek umieszczany jest w rodzaju Ardeola. Nie wyróżnia się podgatunków. Opisano podgatunek A. g. phillipsi, ale nie jest on uznawany.
MorfologiaOryginalnie ubarwiona czapla. W szacie godowej u samca wierzch ciała kasztanowato-płowy. W locie widoczne białe skrzydła.
Długość ciała 42–46 cm, rozpiętość skrzydeł 75–90 cm; masa ciała około 230 g.
Zasięg występowaniaWystępuje od północnej Zatoki Perskiej na wschód przez Indie i Sri Lankę po Mjanmę; zamieszkuje także następujące archipelagi: Lakkadiwy, Malediwy, Andamany i Nikobary.
EkologiaSpotkać ją można na terenach otwartych ze stawami i polami ryżowymi, na wybrzeżu. Osiadła lub koczująca. Gniazduje w koloniach na drzewach, najczęściej w pobliżu wody. W zniesieniu 3–5 jaj; okres inkubacji 24 dni.
StatusMiędzynarodowa Unia Ochrony Przyrody (IUCN) uznaje czaplę siodłatą za gatunek najmniejszej troski (LC – Least Concern). Trend liczebności populacji nie jest znany.